# Le Bal des célibataires (essai)
Pour les articles homonymes, voir Le Bal des célibataires.
Le Bal des célibataires. Crise de la société paysanne en Béarn est un essai du sociologue français Pierre Bourdieu paru en 2002.

## Description
Dans Libération : « Ce dernier [Pierre Bourdieu] a enquêté, dès les années 60, sur la façon dont les modernes cadets de Gascogne qui restent au pays sont cependant plus généralement confrontés au déclin de la condition paysanne et au célibat forcé. ».

## Autour du livre
Son fils Emmanuel Bourdieu s'est inspiré de ce livre, dans son film Vert paradis (2003).